# Waitangi (Northland)
Waitangi is een kleine plaats in de regio Bay of Islands in het uiterste noorden van het Noordereiland in Nieuw-Zeeland. Het ligt vlak bij de stad Paihia, waarvan het nu deel uitmaakt, 60 kilometer ten noorden van Whangarei. De naam betekent huilend water in het Maori.
Het Verdrag van Waitangi (Te Tiriti o Waitangi) werd getekend op 6 februari 1840 in een paviljoen op het erf van het huis van James Busby door de afgevaardigden van de Britse kroon, de aanvoerders van de Confederation of the United Tribes of New Zealand en andere Maori leiders, en later ook door andere Maori aanvoerders op andere plekken in Nieuw-Zeeland. Het verdrag maakte het land deel van het Verenigd Koninkrijk, en wordt over het algemeen gezien als het document dat van Nieuw-Zeeland een natie maakte. Waitangi Day is de jaarlijkse viering van de ondertekening, en is de nationale feestdag. 
Het Treaty House in Waitangi werd voor de honderdjarige viering in 1940 in ere hersteld, en het ontmoetingshuis Te Whare Runanga werd naast het huis gebouwd. Dit was de eerste keer dat de Pākehā aandacht op het verdrag vestigden.